# Opisthoxia geryon
Opisthoxia geryon är en fjärilsart som beskrevs av Druce 1900. Opisthoxia geryon ingår i släktet Opisthoxia och familjen mätare. Inga underarter finns listade i Catalogue of Life.